# موريل ديغوك
موريل ديجوك (19 يوليو 1967 - 9 نوفمبر 2005) (بالإنجليزية: uriel Degauque) بلجيكية الجنسية  من بلدة شارلروا Charleroi الصناعية، ولدت لأسرة كاثوليكية واعتنقت الإسلام في الثلاثينيات من عمرها.
في 9 نوفمبر 2005 قامت بعملية انتحارية في العراق  ضد موكب أمريكي في بعقوبة جنوبي بغداد ، أسفرت العملية عن مصرعها وإصابة جندي أمريكي. توفيت عن عمر يناهز الـ 38 عاماً .

## البداية
عاشت موريل طفولة عادية جداً، والدتها سكرتيره طبية ووالدها عامل . ويقول أحد جيرانها أنها كانت طفلة عادية تستمتع بالتزلج مع الأطفال عند هطول الثلج، وأقامت والدتها حفلاً بمناسبة حضورها لأول قداس عندما كانت طفلة، وكان لموت أخيها في حادث دراجة نارية أثره الكبير عليها. .

## اعتناقها الإسلام
تقول والدتها: بدأ اهتمام ابنتها بالإسلام عام 2000م، وزاد الأمر عندما تزوجت الزواج الأول من شخص مغربي . وعندما اعتنقت الإسلام ارتدت حجاباً بسيطاً، إلا أن زواجها لم يستمر وطلقت بعد حوالي عامين (وتقول بعض الروايات أنها تزوجت من رجل تركي يكبرها بكثير لتساعده على تقنين وضع إقامته في بلجيكا.[بحاجة لمصدر]

## زواجها من عصام غوريس
وبعد طلاقها عملت في مخبز ومقهى، إلى أن قابلت شخص مغربي آخر اسمه عصام غوريس ابن رجل بلجيكي وامرأة مغربية وكان معروفاً للشرطة البلجيكية بلحيته الطويلة بصفته أصولي إسلامي متشدد، كان عصام غوريس يمارس كمال الأجسام وهي الشيء الوحيد الذي حافظ عليه من حياته السابقة بعد حياة اللهو في شبابه بالمغرب وقد شارك فيما سبق سفره في بطولة عربية، ومع زوجها الثاني ارتدت حجاباً كاملاً وازدادت التزاما إلا أنها حافظت على علاقة جيدة مع والدتها بحجة أن الإسلام يدعوا لطاعة الوالدين.

## سفرها إلى المغرب
عادت مع زوجها عصام إلى المغرب وسكنت لفترة قليله في منطقة نائية بعيدة عن حياة المدينة. وتقول الروايات أنها درست القرآن في تلك الفترة.

## سفرها إلى العراق
سافرت مع زوجها عبر الحدود السورية إلى العراق، وكانت آخر مكالمة لها لوالديها من سوريا حيث أخبرتهم أنها ستغيب لمدة عام ولكن انقطع الاتصال بعد ذلك. وفي العملية التي ذهبت للقيام بها، فجرت عبواتها الناسفة التي كانت تملأ سترتها في دورية أمريكية راجلة في بعقوبة، إلا أن العملية أسفرت عن مصرعها وإصابة جندي أمريكي واحد وقد عثرت القوات الأمريكية على جواز سفرها في مكان الحادث، وقد اختفى زوجها عصام غوريس بالعراق، وتشير بعض التقارير إلى مصرعه هناك في عملية فاشلة حين فشل في تفجير الحزام الناسف فتم إطلاق الرصاص عليه من جانب القوات الأمريكية، إلا أنه لم يتسن تأكيدها.

## وصلات خارجية
- موريل ديجوك من موقع جريدة الشرق الأوسط
- (بالإنجليزية) موريل ديجوك من موقع البي بي سي